# 動壓
動壓（英語：dynamic pressure）是一個與流體力學有關的物理量，其定義為：
{\displaystyle q\equiv {\frac {1}{2}}\rho {{v}^{2}}}
其中的符號代表（使用國際單位制）：
| {\displaystyle q\;}     | = 動壓（帕斯卡），                    |
| {\displaystyle \rho \;} | = 流體密度（kg/m3）（例如空氣密度）， |
| {\displaystyle v\;}     | = 流體速度（m/s）。                   |

## 物理意義
动压与流体质点的动能密切相关，因为这两者都与质点的质量（动压是通过密度与质量成比例）和速度平方成正比。动压实际上是伯努力方程式(Bernoulli's equation)的一项，而伯努力方程式从本质上讲是运动流体的能量守恒方程。动压等于驻点压力与静压力之差。
动压另一个重要的地方在于，从量纲分析的角度来看，当航空器以速度v飞过时，空气动力学压力（即：由空气动力制约的结构中的压力）与空气密度和v的平方成正比，即：与动压q成正比。因此，飞行中通过观察q的变化，就可以确定压力的变化，特别是压力什么时候达到最大值。最大空气动力荷载点经常被称作最大Q点，它对于诸如航天器发射等过程都是关键性的参数。